# One from the Heart
One from the Heart (conocida en español como Golpe al corazón, o Corazonada) es una película musical estadounidense de 1982 dirigida por Francis Ford Coppola. 
El extraordinario coste de la producción obligó a Coppola a declararse en la bancarrota. Originalmente se planteó una pequeña producción después de Apocalypse Now, pero pronto las estimaciones se dispararon de los 2 millones de presupuesto hasta los 25. A ello se le tuvo que añadir el escaso interés demostrado por el público y su fracaso en la taquilla. 

## Reparto
- Frederic Forrest - Hank
- Teri Garr - Frannie
- Raúl Juliá - Ray
- Nastassja Kinski - Leila
- Lainie Kazan - Maggie
- Harry Dean Stanton - Moe
- Allen Garfield - Dueño del restaurante
- Rebecca De Mornay - Suplente